# گیورگی لوریا
گیورگی لوریا (گرجی: გიორგი ლორია؛ زادهٔ ۲۷ ژانویهٔ ۱۹۸۶) بازیکن فوتبال اهل گرجستان است.
از باشگاه‌هایی که در آن بازی کرده‌است می‌توان به باشگاه فوتبال کریلیا سووتوف سامارا، باشگاه فوتبال دینامو تفلیس، باشگاه فوتبال آنژی مخاچ‌قلعه، باشگاه فوتبال او.اف.آی کرته، و باشگاه فوتبال المپیاکوس اشاره کرد.
وی همچنین در تیم‌های ملی فوتبال زیر ۲۱ سال گرجستان و گرجستان بازی کرده‌است.